# Isabela (Galápagos)
Mit einer Größe von 4588 km² und einer Länge von 120 Kilometern ist Isabela (auch englisch Albemarle, spanisch Isla Isabela) die weitaus größte der Galapagosinseln, und fast fünfmal so groß wie die zweitgrößte Insel, Santa Cruz. Die Insel nimmt weit mehr als die Hälfte (58 Prozent) der Landfläche des gesamten Archipels ein. Sie wuchs aus bis zu sechs ursprünglich separaten Schildvulkaninseln durch ausströmende Lava zu einer Insel zusammen, ein weiteres Zusammenwachsen mit der westlich benachbarten und durch den 4,4 km breiten Canal Bolívar getrennten Insel Fernandina durch vulkanische Aktivität ist möglich.
Die Bezeichnung Isabela leitet sich vom Namen der spanischen Königin Isabella I. (1451–1504) ab, welche die Entdeckungsfahrten von Christopher Kolumbus finanziell unterstützte. Auf Isabela leben heute rund 2200 Menschen, die meisten in und um den Hauptort Puerto Villamil an der Südostküste. Puerto Villamil wurde 1897 gegründet. Westlich der Stadt sind die Ruinen einer 1959 geschlossenen Sträflingskolonie erhalten mit einer hohen, von Sträflingen aus schwarzem Lavagestein erbauten Mauer, die unter dem Namen "Tränenmauer (Muro de las Lágrimas)" bekannt ist.
Den höchsten Punkt der Insel bildet mit 1707 m der Vulkan Wolf. Insgesamt gibt es neben Wolf mit Alcedo, Cerro Azul, Darwin, Ecuador und Sierra Negra noch fünf weitere Vulkane. Eine unüberwindliche Barriere für die meisten Lebewesen bilden die kahlen Lavafelder und so hat die Evolution allein auf dieser Insel mehrere Unterarten der Galápagos-Schildkröte hervorgebracht.
Der Mangrovedarwinfink ist nur auf dieser Insel beheimatet.
| Nr                                           | Vulkan       | Höhe (m) | Letzte Eruption | Koordinaten                       |
| -------------------------------------------- | ------------ | -------- | --------------- | --------------------------------- |
| 1                                            | Ecuador      | 790      | 1150            | 00° 01′ 28,0″ S, 091° 33′ 43,0″ W |
| 2                                            | Wolf         | 1707     | 2022            | 00° 01′ 15,0″ N, 091° 20′ 33,0″ W |
| 3                                            | Darwin       | 1330     | 1813            | 00° 11′ 28,0″ S, 091° 17′ 31,0″ W |
| 4                                            | Alcedo       | 1130     | 1993            | 00° 25′ 31,0″ S, 091° 07′ 15,0″ W |
| 5                                            | Sierra Negra | 1124     | 2018            | 00° 48′ 59,0″ S, 091° 07′ 50,0″ W |
| 6                                            | Cerro Azul   | 1640     | 2008            | 00° 55′ 39,0″ S, 091° 23′ 37,0″ W |
| Karte mit allen Koordinaten : OSM \| WikiMap |              |          |                 |                                   |

Auf Isabela befindet sich mit den Galápagos-Pinguinen außerdem das nördlichste natürliche Vorkommen von Pinguinen und das einzige auf der Nordhalbkugel, wobei allerdings nur ein kleiner Teil der durch den Äquator geteilten Insel auf der nördlichen Hemisphäre liegt.

Die Karte zeigt die sechs Vulkane der Insel
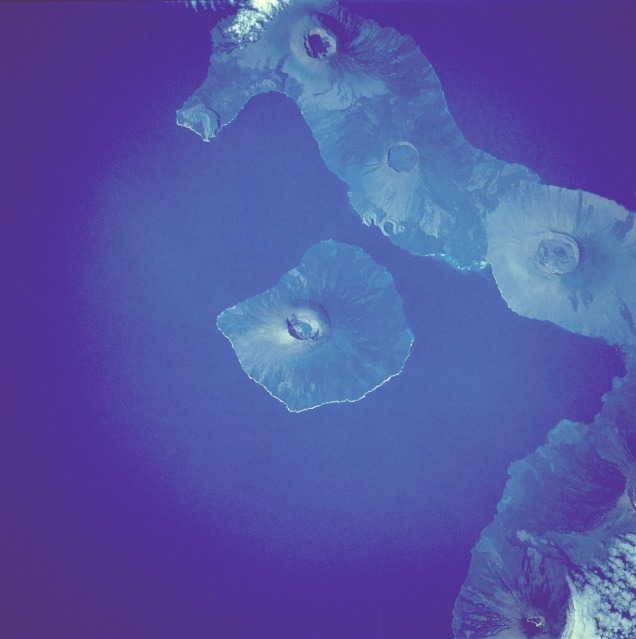
Auf Satellitenbildern sind die einzelnen Krater gut sichtbar: Von oben Wolf, Darwin, Alcedo und (unten re) der Cerro Azul auf Isabela, in Bildmitte La Cumbre auf Fernandina